# 科妮莉亞犁齒䲁
科妮莉亞犁齒䲁（學名：Entomacrodus corneliae），又稱科妮莉亞間頸鬚䲁，為輻鰭魚綱鳚形目䲁科犁齒䲁屬的一種，分布於中太平洋東部馬克薩斯群島海域，本魚體延長形，稍側扁，似圓柱狀，頭鈍短，頭頂無冠膜，頸部無葉片狀皮瓣，僅有一低皮褶，鼻鬚掌狀分支，眼上有觸鬚，上唇邊緣內側光滑，背鰭與尾柄相連，身體顏色為淺灰褐色，身體兩側有6道短條紋，白色斑點和細線眾多，通常為縱向排列，頭部淡褐色，眼後有2條斜黑色條紋，中間有褐色帶，背部有許多深褐色的點，腹部有深褐色的線條，背鰭硬棘13枚、背鰭軟條13-15枚、臀鰭硬棘2枚、臀鰭軟條16-17枚，體長可達5公分，成魚棲息於沿岸水域的岩石區，當遇到危險時會以一前一後的跳躍方式在潮池間移動，雌魚產附著性卵，雄魚有護卵行為，幼魚為浮游性，生活習性不明。